# Karditsa
Karditsa (en grec Καρδίτσα) és una ciutat de la regió de Tessàlia, Grècia. És també la capital de la prefectura homònima.
Karditsa és una de les ciutats de Grècia amb una de les xarxes de carril bici més àmplies. Segons la Universitat Politècnica Nacional d'Atenes, un 30% del transport dins de la ciutat es fa en bicicleta. El club de futbol Anagennisi Karditsa, fundat el 1904, juga en la segona divisió grega.
Durant la Segona Guerra Mundial, la ciutat fou alliberada temporalment per l'Exèrcit Popular d'Alliberament Grec (ELAS) el 12 de març de 1943; però els alemanys la van reconquerir en poc temps.

## Població
| Any  | Habitants |
| ---- | --------- |
| 1981 | 27.532    |
| 1991 | 30.067    |
| 2001 | 37.768    |